# The Cardboard Lover
The Cardboard Lover es una película muda estadounidense de comedia romántica de 1928 dirigida por Robert Z. Leonard y protagonizada por Marion Davies, Nils Asther y Jetta Goudal. Fue producida por Cosmopolitan Productions y distribuida por Metro Goldwyn Mayer.
La película está basada en la obra de teatro Dans sa candeur naïve de Jacques Deval, de 1926, y su adaptación para Broadway de 1927, Her Cardboard Lover, de Valerie Wyngate y P. G. Wodehouse. Los géneros de los personajes principales se intercambiaron para la película. En Londres, Tallulah Bankhead interpretó a la protagonista femenina. En Broadway, Jeanne Eagels interpretó a la protagonista femenina.
La película sobrevive en la Biblioteca del Congreso y en la Biblioteca Turner. Fue rehecha como The Passionate Plumber en 1932 y Her Cardboard Lover en 1942.

## Reparto
- Marion Davies como Sally.
- Jetta Goudal como Simone.
- Nils Asther como Andre.
- De Segurola como De Segurola.
- Tenen Holtz como Albine.
- Pepi Lederer como Peppy.

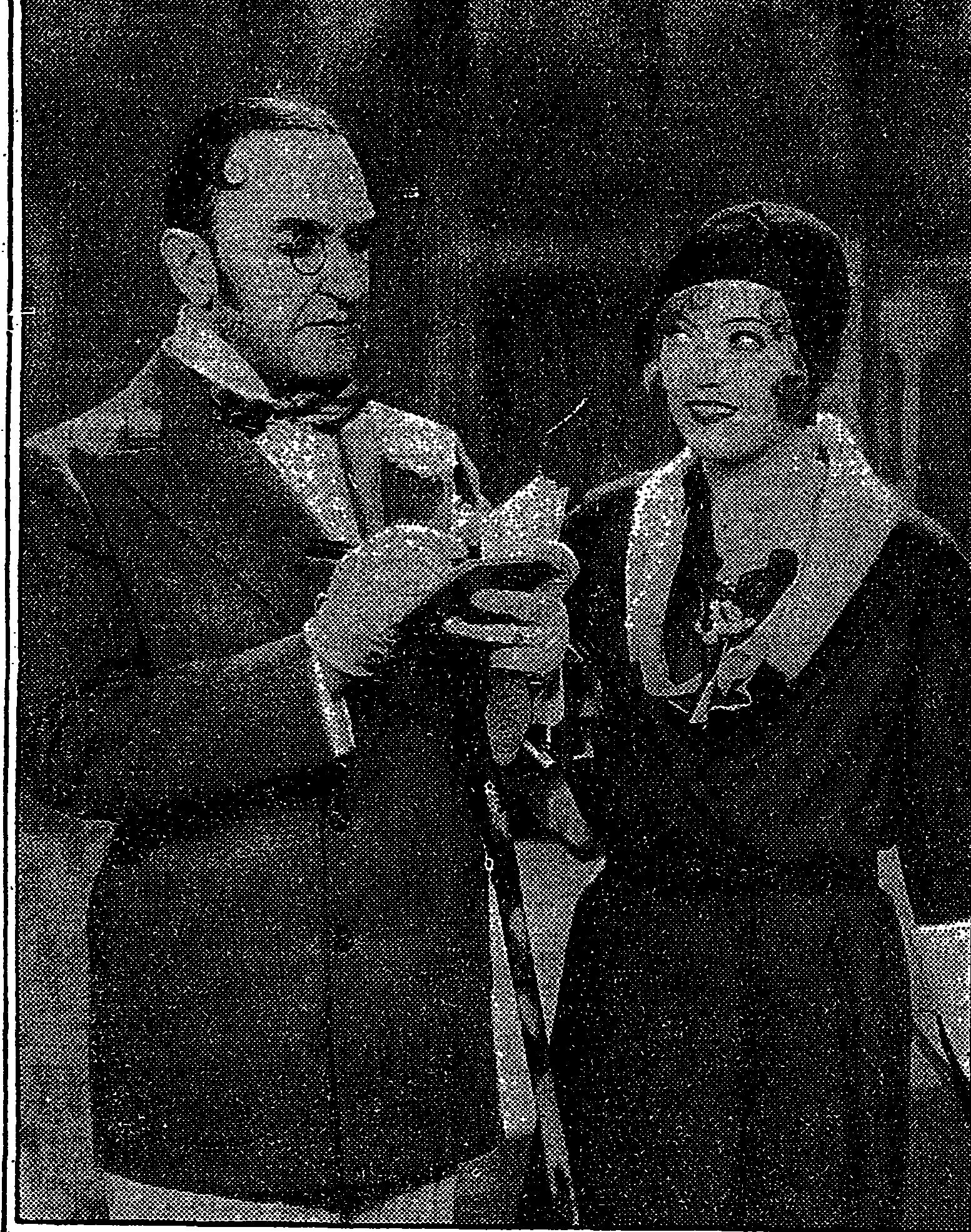
de Segurola como él mismo y Davies como Sally.

- Carrie Daumery como Chaperon (sin acreditar).

## Producción
Basada en una obra de Broadway, la historia fue completamente renovada al insertar el personaje de Sally Baxter en la historia de amor entre Andre y Simone. Supuestamente, la actuación de Davies hizo que el público se negara a creer que fuera realmente Davies. La producción también contó con la sobrina de Davies, Pepi Lederer, en un pequeño papel de turista. Davies recordó que Goudal era «una completa idiota» y que solo hablaba francés en el set. Este fue otro rotundo éxito de taquilla para Davies.